# Sworn to Silence
Sworn to Silence (conocida en Argentina como Juramento de silencio) es una película de drama de 1987, dirigida por Peter Levin, escrita por Robert L. Joseph, basada en la novela de Tom Alibrandi y Frank H. Armani, musicalizada por Dennis McCarthy, en la fotografía estuvo Frank Watts, los protagonistas son Peter Coyote, Dabney Coleman y Caroline McWilliams, entre otros. El filme fue realizado por The Priviledged Company y Blatt-Singer Productions, se estrenó el 6 de abril de 1987.

## Sinopsis
Un letrado defiende a un acusado de homicidio, su cliente le dice el lugar donde están los cuerpos. No obstante, siendo su defensor, no puede dar a conocer esos datos.